# Chris Witchhunter
Chris Witchhunter, vero nome Christian Dudek (Essen, 18 dicembre 1965 – Essen, 8 settembre 2008), è stato un batterista thrash metal tedesco, conosciuto soprattutto per essere stato membro fondatore dei Sodom. Fu cacciato dalla band nel 1992, ma tornò nel 2007 per registrare The Final Sign of Evil, che presentava la formazione originale per la prima volta in 22 anni. Nel 2008, morì di insufficienza epatica all'età di 42 anni. Dudek è cresciuto nella zona della Ruhr. All'età di 16 anni, divenne il batterista dei Sodom nel 1982 e fu principalmente responsabile della musica fino al suo ritiro. All'epoca, viveva con sua madre, che molto spesso ospitava e nutriva il suo compagno di band e amico Tom Angelripper, ma anche altri musicisti e talvolta intere band. Si dice che Dudek abbia avuto problemi con l'alcol già negli anni '80. Marcel "Schmier" Schirmer, cantante e bassista dei Destruction, ha detto del tour del 1986, in cui Dudek ha dato una mano come batterista dal vivo. Intorno al 1986, Witchhunter fece visita a Thomas "Quorthon" Forsberg a Stoccolma, mentre cercava un nuovo batterista per la sua band Bathory. Ci furono alcune prove nel periodo di circa una settimana, ma nessuna esibizione congiunta, registrazione o adesione.
Alla fine, ci furono delle divergenze tra Tom Angelripper e Dudek all'interno della band, che portarono all'espulsione di Dudek nel 1992. Secondo Angelripper, ciò fu dovuto alla mancanza di professionalità di Dudek dovuta al suo problema di alcol, mentre Dudek lo accusò di avidità:
"Beh, come ho detto, Tom stava diventando sempre più affamato di soldi. Di solito scrivevo la musica insieme al chitarrista, perché Tom non aveva mai tempo di venire alle prove. Poi scrisse alcuni dei suoi testi velocemente in bagno e raccolse il 60 percento dei soldi della GEMA per questo."
– Chris Witchhunter
La separazione dai Sodom significò anche la fine della carriera musicale di Dudek. Negli anni successivi, cercò di costruire una nuova band nello stile dei Megadeth e dei Metallica e aveva già composto alcune nuove canzoni. Tuttavia, il progetto fallì perché non riuscì a trovare un cantante che soddisfacesse le sue aspettative. Nel frattempo divenne padre e si cimentò come redattore di alcune fanzine. Il suo ultimo segno di vita musicale è stata la ri-registrazione dell'EP Sodom del 1984 nel 2007, che è stato registrato e pubblicato insieme ad altre vecchie canzoni della band nella formazione del 1984 di The Final Sign of Evil. Ma la malattia di Dudek era già evidente durante le registrazioni, secondo Tom Angelripper. La mattina dell'8 settembre 2008, Dudek è morto per insufficienza multiorgano.
Un concerto di beneficenza si è tenuto in suo onore l'11 aprile 2009 a Oberhausen e il ricavato è andato alla madre di Dudek, Erika Winkler, dei proventi. Sono state ingaggiate solo band che avevano un rapporto personale con Witchhunter e che avevano le loro radici negli anni '80, tra cui Artillery, Assassin e Holy Moses. La band Kreator non ha potuto partecipare a causa di un tour; dopo un impegno da parte dei Destruction e il completamento del manifesto per il concerto, "Schmier si è opposto alle dimensioni del logo", con la richiesta che venisse ricreato secondo i suoi desideri; ha detto a Sodom via e-mail che "non vuole essere 'l'atto di apertura' con i Destruction" e che la band avrebbe dovuto "cercare qualcun altro", il che è stato seguito dall'annullamento dell'esibizione dei Destruction. Dopo che "tutte le ambiguità e gli equivoci sono stati chiariti", Angelripper ha finalmente annunciato "l'impegno definitivo dei Destruction".

## Discografia

### Sodom
Album in studio
- 1986 - Obsessed by Cruelty
- 1988 - Persecution Mania
- 1989 - Agent Orange
- 1990 - Better Off Dead
- 1992 - Tapping the Vein
- 2007 - The Final Sign of Evil

Album live
- 1988 - Mortal Way of Life

Raccolte
- 1996 - Ten Black Years

EP
- 1984 - In the Sign of Evil
- 1987 - Expurse of Sodomy
- 1989 - Ausgebombt
- 1991 - The Saw Is the Law

Demo
- 1983 - Witching Metal
- 1984 - Victims of Death